# Constantine: City of Demons
Constantine: City of Demons (En español Constantine: Ciudad de Demonios) es una serie web animada estadounidense creada por los productores ejecutivos Greg Berlanti y David S. Goyer. Se basa en el personaje de DC Comics John Constantine, un cazador de demonios y detective ocultista. Vinculado de manera tangencial a la serie de acción en vivo Constantine a través del actor Matt Ryan , la serie está ambientada en el mismo universo ficticio que la película animada de 2017 Liga de la Justicia Oscura. Fue lanzado en la plataforma de transmisión en línea de CW, CW Seed el 24 de marzo de 2018, después de estrenarse en la WonderCon 2018.

## Argumento
John Constantine usa sus habilidades como cazador de demonios y maestro de las artes oscuras para proteger al mundo de los terrores sobrenaturales que lo amenazan.

## Reparto y personajes

### Principales
- Matt Ryan como John Constantine: un experimentado cazador de demonios y maestro de lo oculto.[1]

### Recurrentes
- Damian O'Hare como Chas Chandler[2]
- Laura Bailey como la Sanadora / Enfermera de Pesadilla[2]
- Emily O'Brien como Renee Chandler[2]
- Rachel Kimsey como la reina de los ángeles Angela.

### Invitados
- Rachel Kimsey como Locutor
- Robin Atkin Downes como Mayordomo[2]
- Jim Meskimen como Beroul[2]

## Producción
En enero del año 2017, se anunció que Matt Ryan estaría para repetir su papel como John Constantine en una nueva serie de dibujos animados, después de hacer de invitado al aparecer en la serie Flecha, en la cuarta temporada, así como en la efímera serie de acción en vivo. El presidente de CW, Pedowitz, señaló que todavía no se han discutido si otros personajes que aparecieron en la serie de acción en vivo cancelada aparecen en la serie web, ni si esta versión del personaje se "conectará nuevamente con las historias de acción en vivo que han sido parte de él".
La serie está desarrollada por Warner Bros. Animation y Blue Ribbon Content, con Greg Berlanti, Schechter y David S. Goyer (uno de los creadores de la serie de acción real) como productores ejecutivos y Butch Lukic como productor. J. M. DeMatteis escribió la serie, que fue dirigida por Doug Murphy. La serie es una adaptación de la novela gráfica All His Engines. El vicepresidente de animación de Warner Bros. y contenido de Blue Ribbon, Peter Girardi, dijo que la serie apuntaba a ser "más oscura" que la serie de acción real, y más cercana a los cómics de Hellblazer publicados por Vertigo, el sello de DC.
Si bien originalmente se dijo que la Ciudad de los Demonios se vincularía a la serie de acción en vivo Constantine, las dos series difieren significativamente una de la otra con diferentes interpretaciones de los personajes y los puntos de la trama. Según J. M. DeMatteis, la serie no es una continuación de Constantine, pero está en el mismo universo que la película del año 2017 Liga de la Justicia Oscura (Justice League Dark). Añadió que "el tiempo dirá" si el programa es parte del Arrowverse. Peter Girardi se refirió al espectáculo como parte del "universo animado de Constantine".

## Lanzamiento
Los primeros cinco episodios de Constantine: City of Demons se lanzaron en CW Seed, el 24 de marzo de 2018, después de estrenarse el mismo día en la WonderCon 2018. El escritor J. M. DeMatteis confirmó más tarde que hay siete episodios más planeados para su lanzamiento, así como también un lanzamiento de DVD y Blu-ray con 20 minutos de metraje adicional, similar a Vixen: La película. La versión de longitud de la característica está configurada para lanzarse en Blu-ray y formato digital el 9 de octubre de 2018.

## Recepción
Jesse Schedeen de IGN le otorgó a la serie una puntuación de 8,1 sobre 10, señalando que los episodios "construyen un conflicto directo pero agradable con el astuto mago", y sirven como un recordatorio de que Matt Ryan encaja estupendamente para este personaje en acción real o en animación".